# バタク・ダイリ語
バタク・ダイリ語（バタク・ダイリご、英: Batak Dairi language）はスマトラ島で話されているオーストロネシア語族に属する言語である。

## 言語名別称
- バタック・ダイリ語
- ダイリ語
- パッパク語
- パッパク・ダイリ語
- Dairi
- Pakpak
- Pakpak Dairi